# فرس البحر الأغبس
فرس البحر الأغبس (الاسم العلمي: Hippocampus fuscus) (بالإنجليزية: Sea pony)‏ هو نوع من الأسماك يتبع جنس فرس البحر من فصيلة زمارات البحر.